# Timbé do Sul
Timbé do Sul är en kommun i Brasilien.   Den ligger i delstaten Santa Catarina, i den södra delen av landet, 1 500 km söder om huvudstaden Brasília. Antalet invånare är 5 308.
I omgivningarna runt Timbé do Sul växer i huvudsak städsegrön lövskog. Runt Timbé do Sul är det glesbefolkat, med 16 invånare per kvadratkilometer.